# Ejército del Mississippi (confederado)
El nombre de Ejército del Mississippi hace referencia a tres organizaciones bélicas de los Estados Confederados durante la Guerra de Secesión estadounidense.

## 1.erEjército del Mississipi (marzo a noviembre de 1862)
Este ejército, a veces conocidos por los nombres de Ejército de Occidente o Ejército del Mississippi (este último sobre todo en Shiloh), fue uno de los más importantes en el teatro occidental, con batallas de Shiloh a Perryville. Fue organizado el 5 de marzo de 1862, y las unidades del ejército de Pensacola se añadieron el 13 de marzo. Se consolidó con el Ejército de Kentucky Central y el Ejército de Luisiana el 29 de marzo. El 20 de noviembre de 1862, pasó a llamarse Ejército del Tennessee.
Este ejército era dirigido por Albert S. Johnston en la etapa anterior a la batalla de Shiloh. Después de su muerte en esa batalla el ejército fue dirigido por P. G. T. Beauregard hasta el asedio de Corinth. Su derrota allí causó a que fuese luego relevado por Braxton Bragg hasta su renombramiento.

## 2º Ejército del Mississippi (1862-1863)
El segundo ejército también fue conocido como el «Ejército de Vicksburg» fue organizado 7 de diciembre de 1862. Se formó partiendo de las tropas en el Departamento de Mississippi y el este de Luisiana, incluyendo el ejército confederado de corta existencia llamado el Ejército del Tennessee del Oeste. Su única función era defender Vicksburg, Misisipi, y dejó de existir cuando se rindió ante el mayor general unionista Ulysses S. Grant el 4 de julio de 1863.

## 3.erEjército del Mississippi (1864)
El tercer ejército fue renombrado y encuadrado como el III Cuerpo del Ejército del Tennessee en torno al 4 de mayo de 1864, pero continuó utilizando el nombre anterior, aunque este no llegó a igualar al Ejército del Mississippi, como lo hizo el segundo que logró mantener su renombre.